# 花崎圭司
花崎 圭司（はなさき けいじ、1975年1月14日 - ）は、放送作家。兵庫県加西市出身。血液型はB型。通称：はなちゃん。

## 経歴・人物
- 1993年岡山白陵高等学校卒業、1998年神奈川大学卒業[1]。
- 大学入学のための上京を機に、小山高生の元に弟子入りする。その後兄弟子のあかほりさとるの会社へ入社。2005年に独立する。
- 顔は藤森慎吾（オリエンタルラジオ）に似ていると言われた事があると話した。また、昔はメガネをかけていた陣内孝則にも似ていたとも話した（『ARIA the Station Due』＃35）。
- 草野仁のファンであり、草野仁や『世界ふしぎ発見!』に関するネタや演出が入れられることがある。（『ARIA The STATION Tricolore』での同番組のヴェネツィア特集に関するレターは花崎が意図的に選んだものと思われる）
- 個人との契約ができない会社との取引のために個人事務所を設立するもその案件がペンディングとなったため、設立資金のために赤字の出発となる。

## その他
- 姿が写った写真が『ARIA the Station Due』の番組紹介ページの＃38・＃45・＃51と『Radio ToHeart2』＃96に掲載された。
- 上京時、新幹線の小田原駅で降りるのを間違えて新富士駅で降りてしまい富士山を1時間見て過ごした。
- 上京して一番驚いたことは厚木市（神奈川県）に行った時に神戸と同じくらい発展していたこと。

## 主な作品

### ラジオ
- ラジオ トータル・イクリプス
- ARIA The STATION Due
- ARIA The STATION Tricolore
- Radio ToHeart2
- らぶげ魂 愛とかほるのらぶフェロ
- 明・めぐみのドリーム・ドリーム・パーティ
- 拓也・良子のドリーム・ドリーム・パーティ

### 脚本
- あかほり外道アワーらぶげ
- おでんくん

### ドラマCD
- 初音島放送局S.S. Vol.1

### 漫画原作
- カナ式!ラジオスター（作画：永野あかね）
- シャモア（作画：渋沢さつき、協力：伊藤誠）- 伊藤の漫画『兎-野性の闘牌-』のスピンオフ作品。
- aki（原案：二階堂亜樹、作画：大崎充）

### その他
- キャラメル!ポリスアカデミー キャラクターソング集 9.一緒に歩こう（作詞）